# Chazaliella ramisulca
Chazaliella ramisulca är en måreväxtart som beskrevs av Bernard Verdcourt. Chazaliella ramisulca ingår i släktet Chazaliella och familjen måreväxter. Inga underarter finns listade i Catalogue of Life.